# ريتشارد شتوشل
ريتشارد شتوشل (بالسلوفاكية: Richard Štochl)‏ مواليد 17 ديسمبر 1975 في ميخالوفتسى، تشيكوسلوفاكيا، هو لاعب كرة يد سلوفاكي يلعب كحارس مرمى. مثل منتخب سلوفاكيا لكرة اليد.

## روابط خارجية
- ريتشارد شتوشل على موقع الاتحاد الأوروبي لكرة اليد (الإنجليزية)